# Galeichthys feliceps
Galeichthys feliceps is een straalvinnige vis uit de familie van de christusvissen (Ariidae) en behoort derhalve tot de orde van meervalachtigen (Siluriformes). De vis kan een lengte bereiken van 55 centimeter.

## Leefomgeving
De soort komt zowel in zoet, brak als zout water voor. De vis prefereert een subtropisch klimaat en komt voor in de Atlantische en Indische Oceaan op dieptes tussen 0 en 120 meter.

## Relatie tot de mens
Galeichthys feliceps is voor de visserij van aanzienlijk commercieel belang. In de hengelsport wordt er weinig op de vis gejaagd. De soort kan worden bezichtigd in sommige openbare aquaria.
Voor de mens is Galeichthys feliceps giftig.